# عین الفیجه
عین الفیجة یک منطقهٔ مسکونی در سوریه است که در شهرستان قدیسا واقع شده‌است.

## خصوصیات
عین الفیجة ۳٬۸۰۶ نفر جمعیت دارد.